# Sztochasztikus hűtés
A sztochasztikus hűtés a részecskenyaláb-hűtés egyik típusa, amely a nyalábot alkotó részecskék impulzuseltérését igyekszik csökkenteni a nyaláb átlagához képest. Más szavakkal a nyaláb méretét igyekszik csökkenteni a fázistérben. Az entrópiát csökkenti ahhoz hasonló módon, ahogy egy hűtőszekrény vagy légkondicionáló teszi.

## Tranzverzális hűtés
A nyaláb egyedi részecskéit a gyorsítógyűrűben körben haladva a fókuszáló mágnesek igyekeznek az ideális íven tartani, aminek következtében a nyalábhoz képest tranzverzális impulzussal rendelkező részecskék szinuszos mozgást végeznek a nyaláb középvonala körül. Ha elektromos érzékelők (pick up) között halad el a nyaláb, akkor az megméri a nyaláb tömegközéppontjának eltérését az ideális nyalábközépponttól. Egy korrigáló elektromos eszközt (kicker) a szinusos mozgás fázisában 90 fokkal odébb tartó helyen elhelyezve, és az előbb mért jelet felhasználva korrigálhatjuk az eltérést. Ez így természetesen egyetlen menetben nem teszi a nyalábot kisebb méretűvé, sokszor egymás után végrehajtva ezt a korrekciót azonban végül minden részecske a kívánt pálya mentén fog koncentrálódni.

## Impulzushűtés
Az impulzushűtés, másképpen longitudinális hűtés vagy Palmer-hűtés során az átlagos impulzust mérik egy részecskeboly esetén, s erre korrigálnak a korrekciós pontban.